# Steven Naismith
Steven John Naismith (* 14. September 1986 in Irvine) ist ein ehemaliger schottischer Fußballspieler, auf der Position des Mittelstürmers.

## Karriere

### Vereine
Naismiths erster Profiverein war der FC Kilmarnock, wo er 2003 aus der U-19-Abteilung des Vereins zu den Profis stieß. In der Saison 2003/2004 machte er, als er in der Partie gegen FC Hibernian eingewechselt wurde, sein Ligadebüt bei Kilmarnock. Im Februar 2005 schoss er beim 2:2-Unentschieden gegen Heart of Midlothian sein erstes Ligator. Im gleichen Jahr wurde Naismith von den schottischen Fußballjournalisten zu Schottlands Jungspieler der Saison gewählt. Er hatte in der Saison 13 Tore erzielt. 2007 wechselte er schließlich für eine Ablösesumme von etwa £1.900.000 zum schottischen Topclub Glasgow Rangers.
Naismith verletzte sich im Halbfinale des schottischen Pokals gegen FC St. Johnstone und fiel den Rest der Saison, inklusive des UEFA-Pokal-Finals, das mit 0:2 gegen Zenit St. Petersburg verloren ging, aus.
2012 wechselte Naismith schließlich in die Premier League zum FC Everton. Ab Januar 2016 spielte er für Norwich City. Gleich in seinem ersten Premier-League-Spiel für Norwich erzielte Naismith auch seinen ersten Treffer: Bei der 4:5-Heimniederlage gegen den FC Liverpool sorgte er für die zwischenzeitliche 2:1-Führung. In der Winterpause 2017/18 wechselte er auf Leihbasis bis zum Ende der Saison zu Heart of Midlothian in seine Heimat Schottland. Die Leihe wurde später um eine Saison verlängert. Im August 2019 wechselte er schließlich endgültig zu den Hearts. In Edinburgh beendete er im Jahr 2021 seine aktive Karriere als Spieler.

### Nationalmannschaft
Naismith war schottischer U-21-Nationalmannschaftskapitän. Insgesamt lief er sechsmal auf und erzielte zwei Tore. Sein A-Nationalmannschaftsdebüt gab er am 6. Juni 2007 mit einer Einwechslung in der 83. Minute beim 2:0-Sieg seiner Mannschaft in der EM-Qualifikation gegen die Färöer. Sein zweites Länderspiel gab er zwei Jahre nach seinem Debüt gegen die Niederlande.